# 史托克

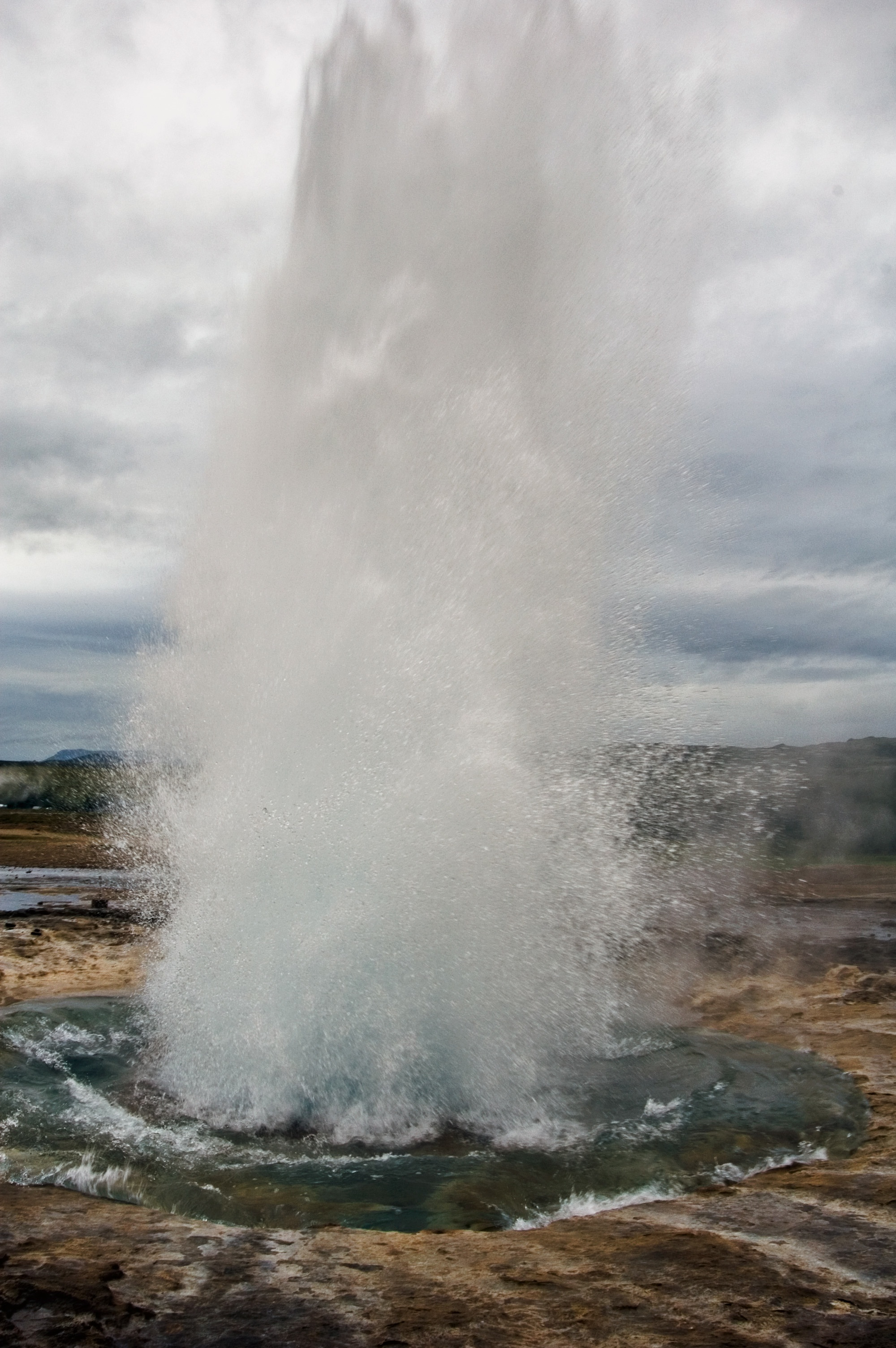
史托克間歇泉爆發

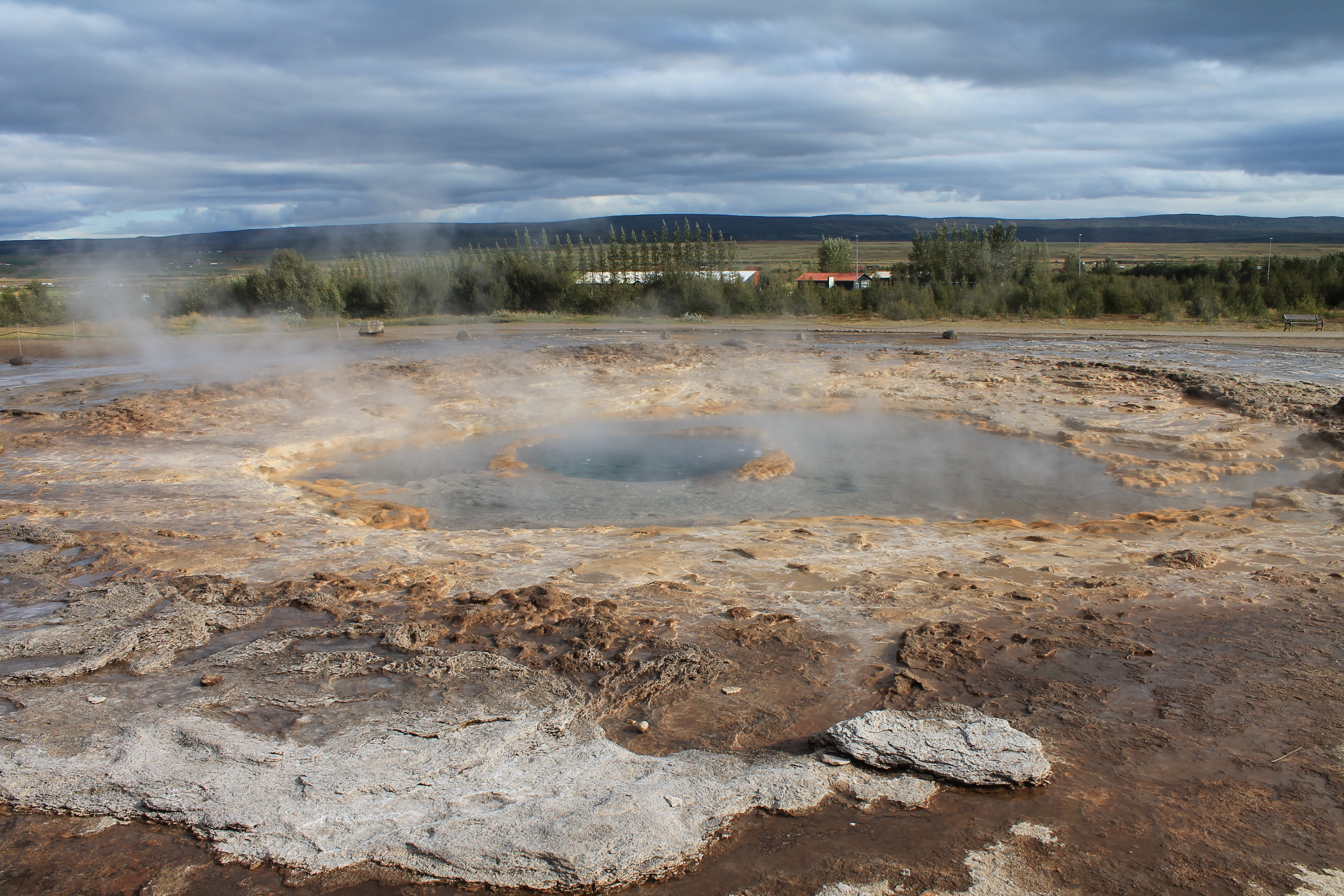
史托克間歇泉，圖片顯示該史托克活動平靜

史托克是位於冰島的間歇式噴泉，位於在冰島西南部雷克雅維克以東的赫伊卡达勒之地熱區域。通常每6–10分鐘爆發一次，噴發高度可達到15—20（49—66英尺）左右。

## 位置
史托克位在赫伊卡达勒山谷中，周圍有其他地熱區地形出現，如泥池、火山噴氣孔和其他類型的間歇泉，僅位於160英尺北邊就能抵達。赫維塔河及其周遭地區的居民會利用該地獨有的間歇泉類型去招攬遊客觀光，史塔克具有冰島其他地區的間歇泉所沒有的高密集性活躍度。

## 歷史
該類型的間歇泉在1789年首次於冰島紀載，在地震助於疏通間歇泉管道被發現後，每年都會有大大小小的活動被記錄，但19世紀的活動尤其頻繁，都會有高低起伏，1815年紀錄的噴發高度估計達到60米（200英尺）。持續性的噴發直到20世紀初，另一起地震再次堵住管道。 1963年在間歇泉委員會的建議下，當地居民清理流域底部的被堵塞的管道，使史托克噴發暢通無阻而恢復活躍，至此便一直到現在持續定期爆發。

## 圖集
下列第一排8張圖片為史托克噴發過程

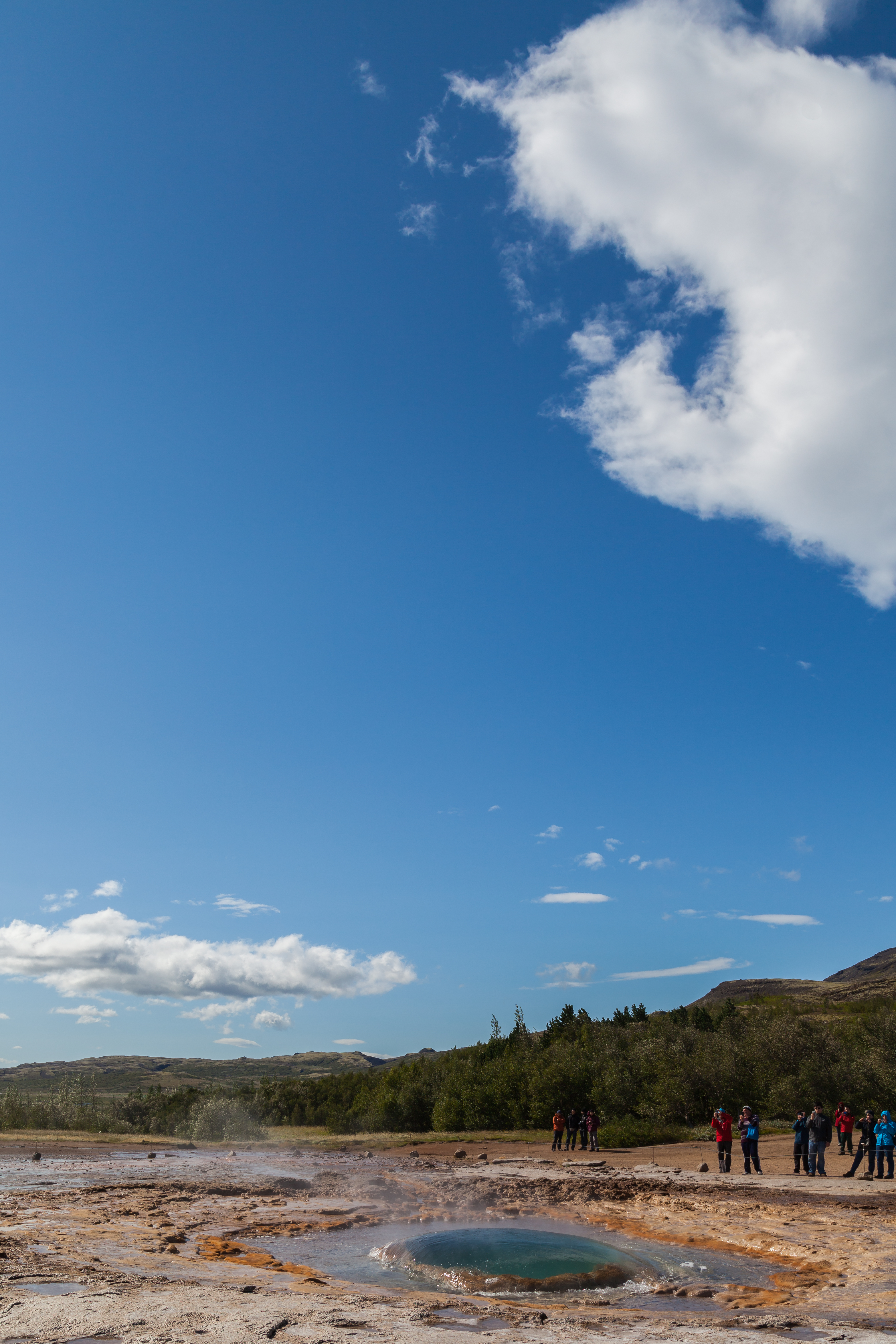
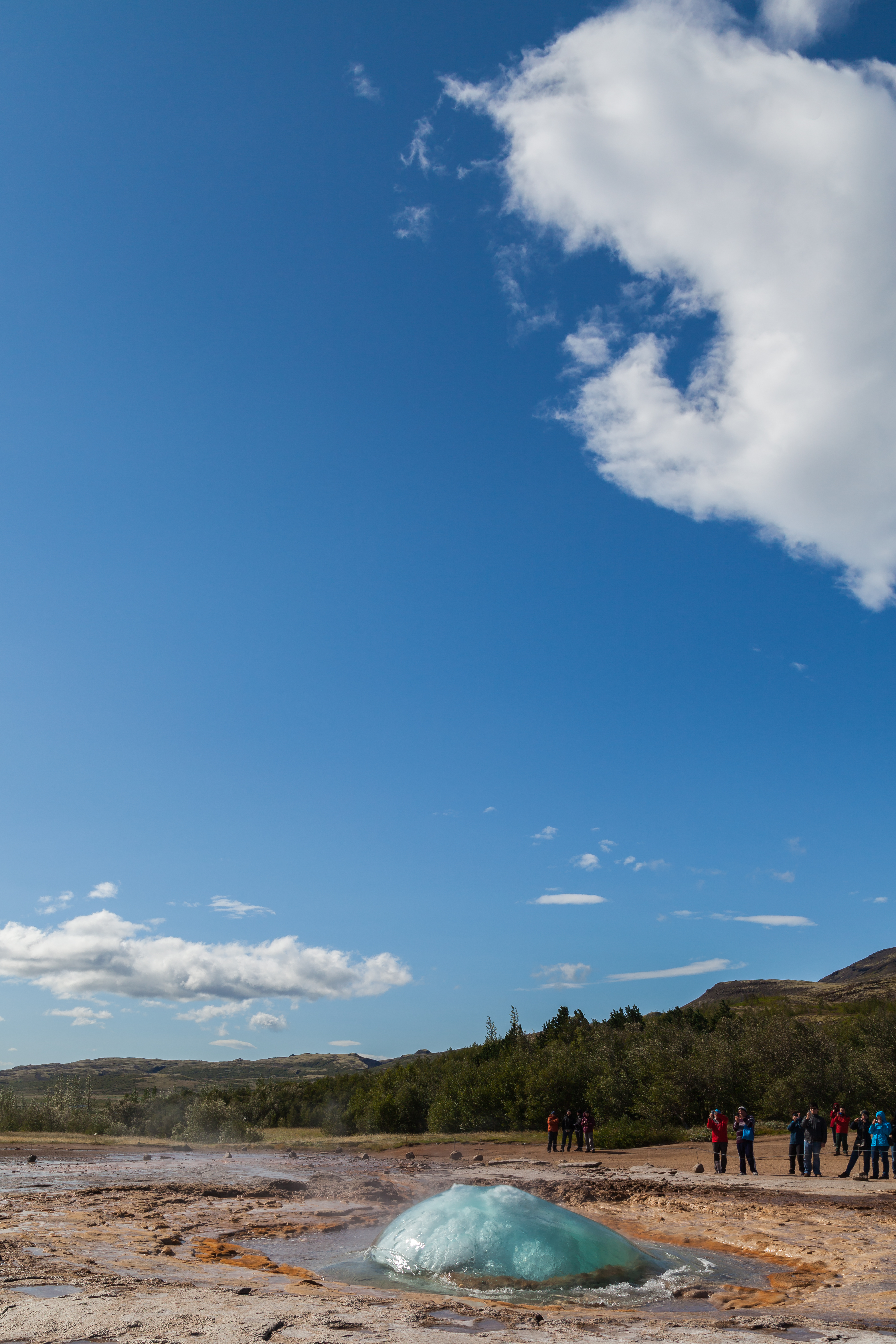
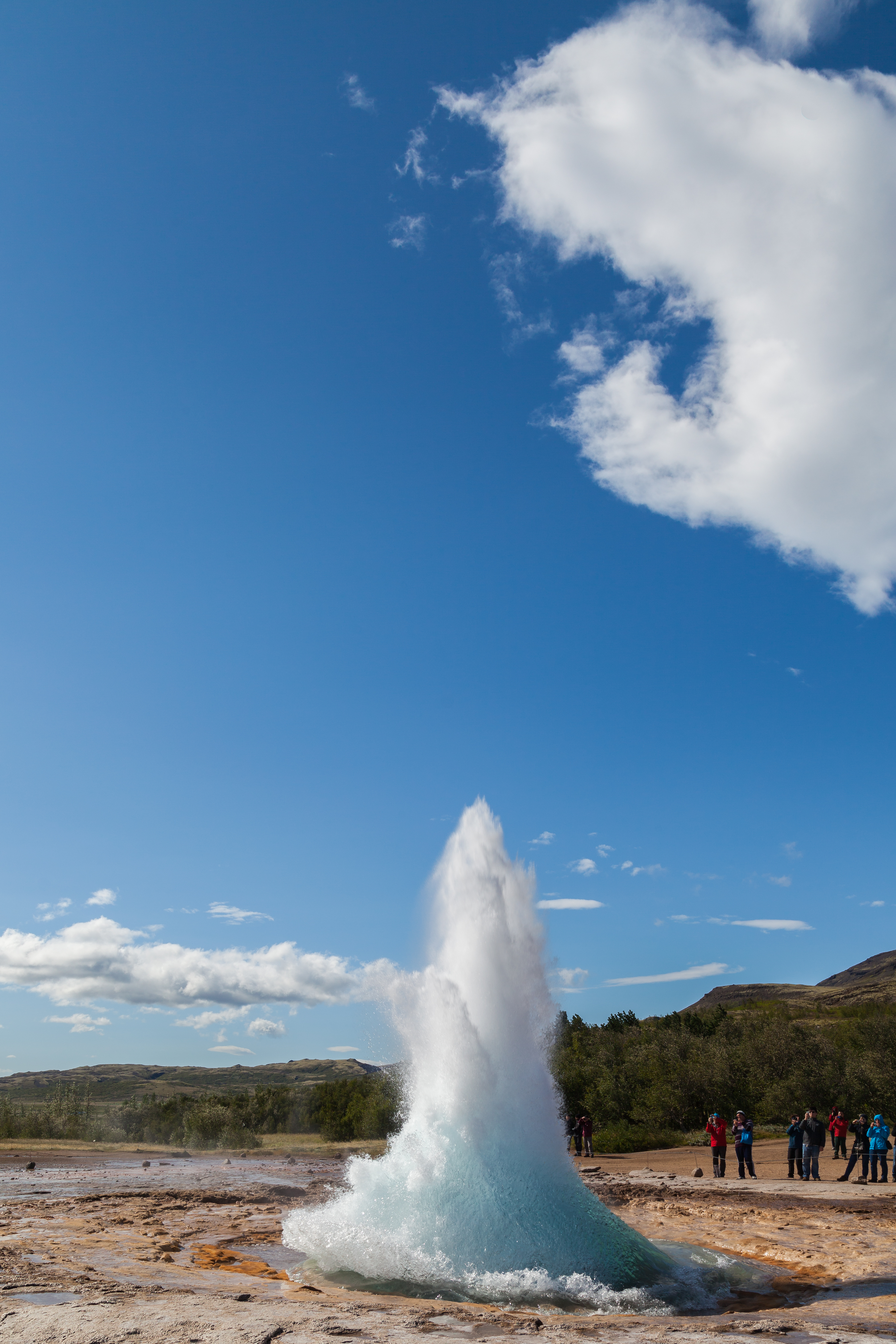
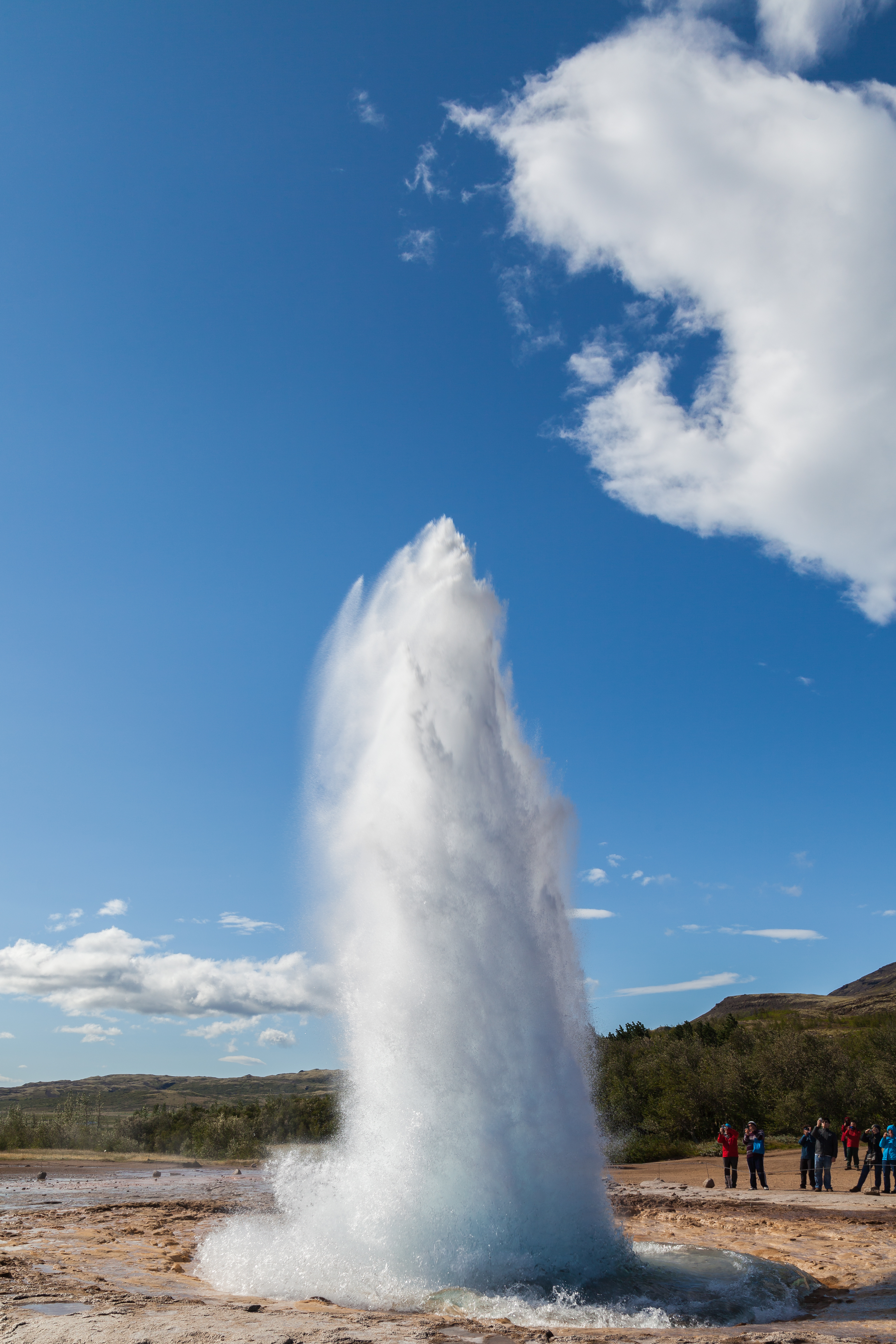
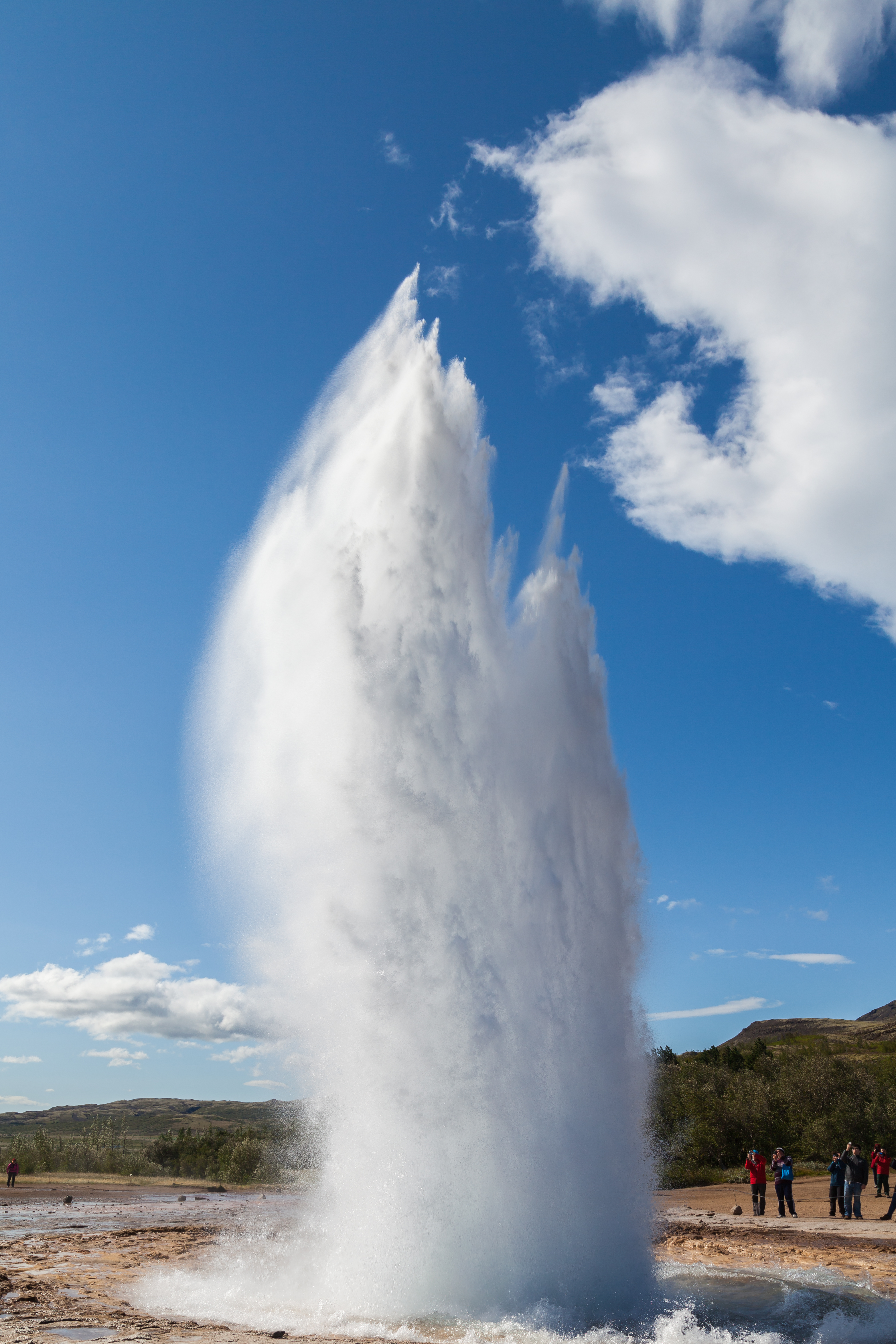
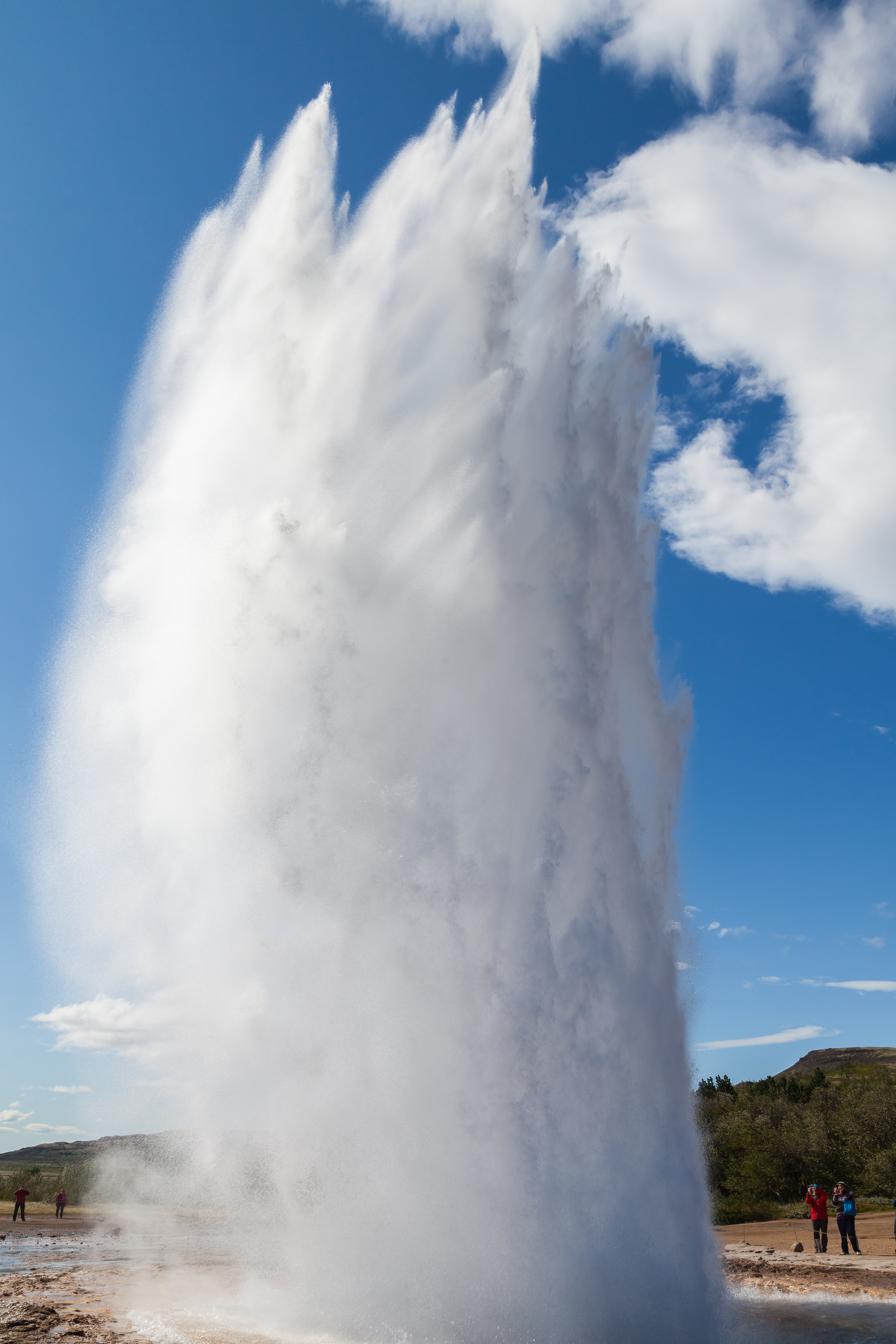
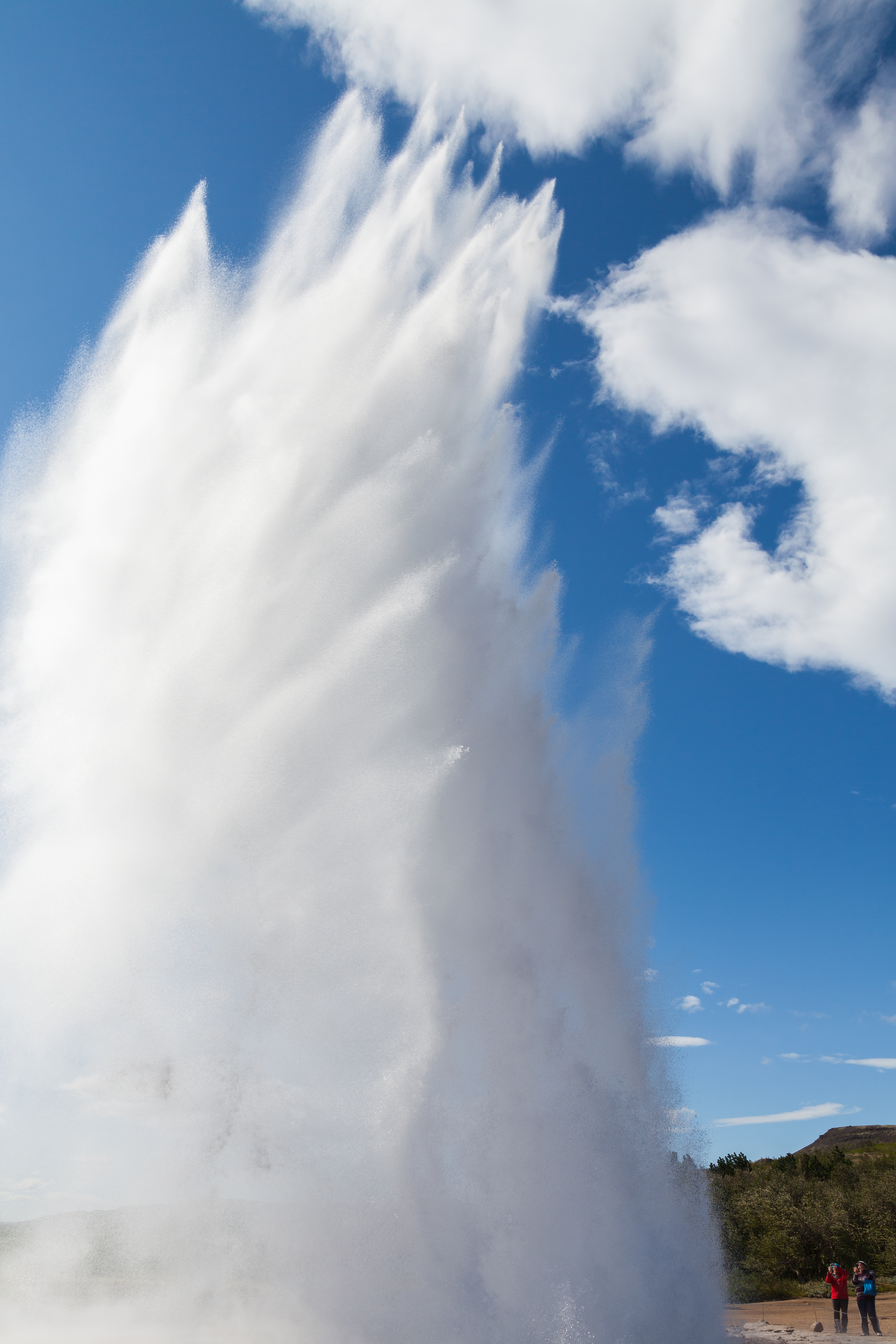
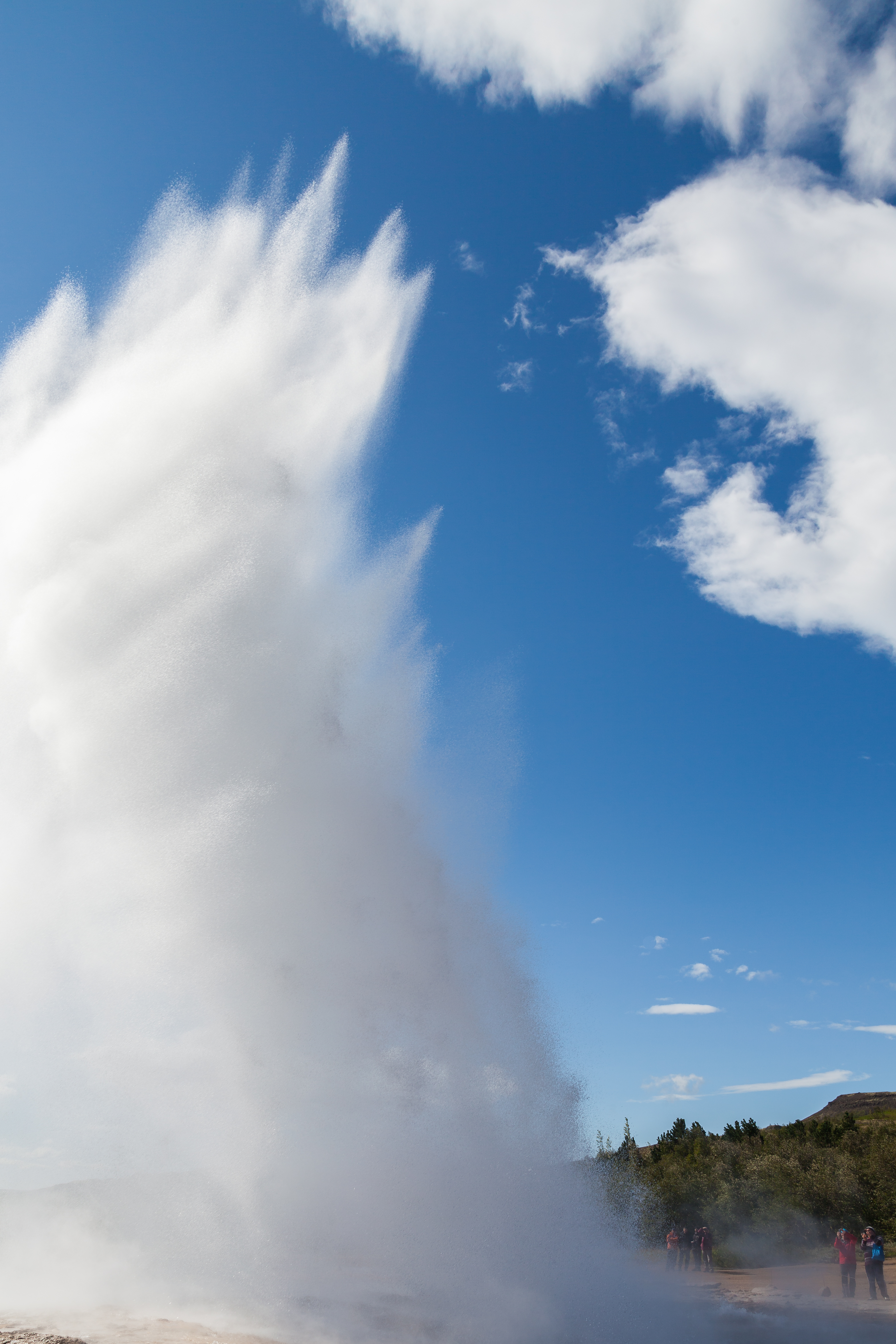
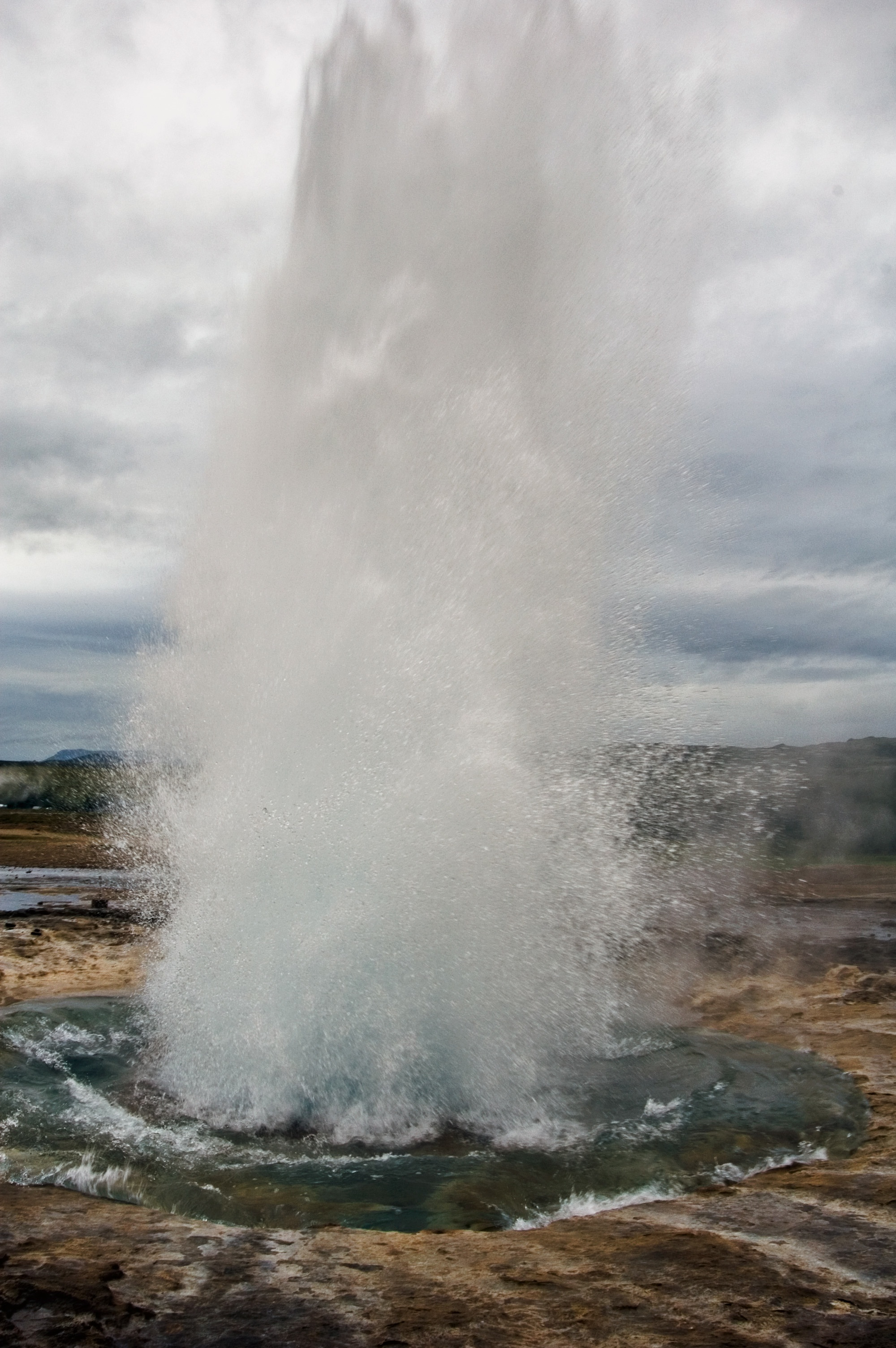
史托克間歇泉爆發
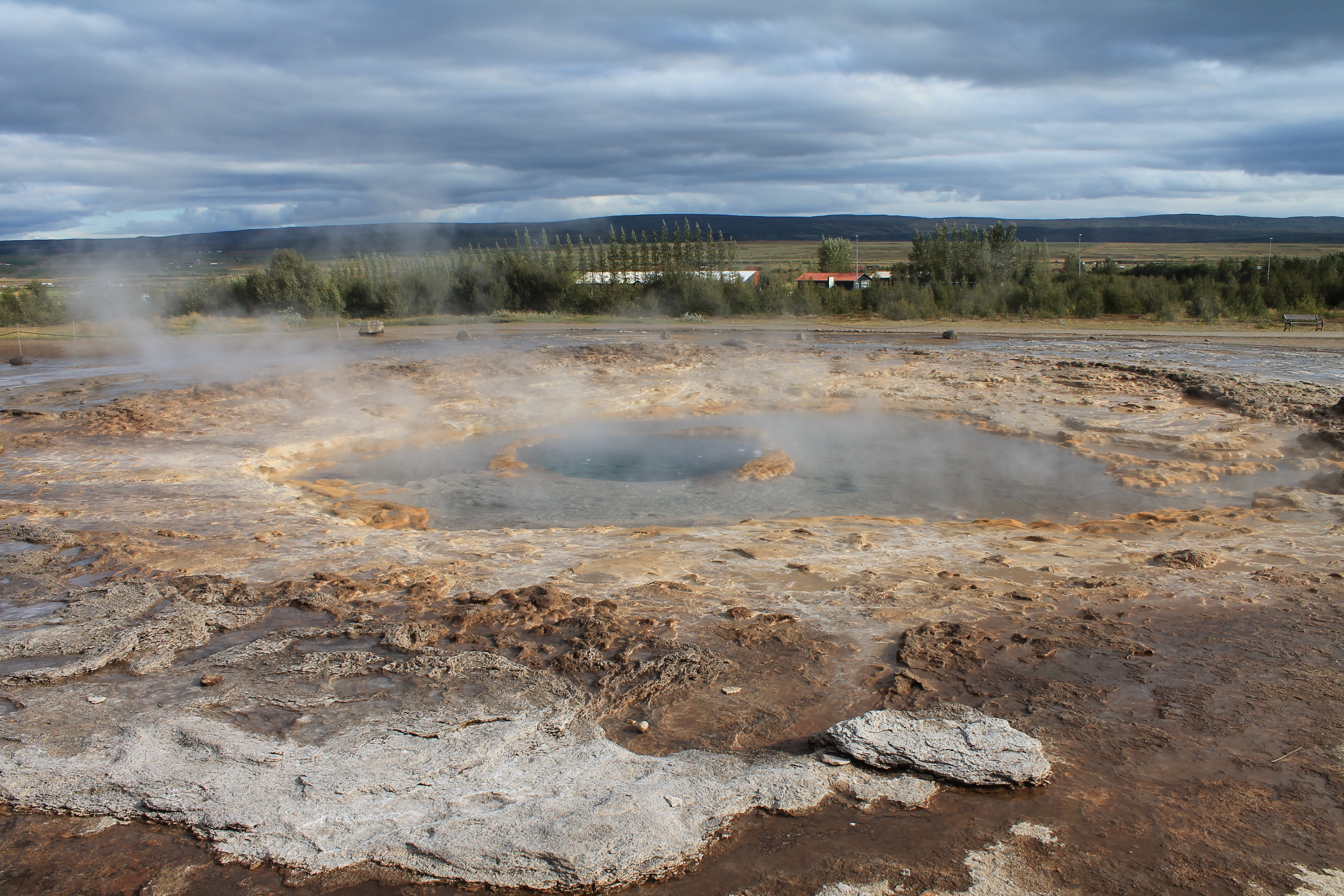
史托克間歇泉，圖片顯示該史托克活動平靜

## 外部連結
- . islandsmyndir.is.   [2020-07-01]. （原始内容存档于2014-07-14）. – A picture gallery
- Information and photos of Strokkur
- Movie clip that shows Strokkur erupting
- Panoramic virtual tour of Strokkur （页面存档备份，存于）
- Live webcam of the Geysir by Mila.is （页面存档备份，存于）